# آب‌انبار باخرز
آب‌انبار باخرز مربوط به اواخر دوره قاجار است و در باخرز، خیابان امام خمینی، خیابان حمید الدین عبدالله واقع شده و این اثر در تاریخ ۲۲ مرداد ۱۳۸۴ با شمارهٔ ثبت ۱۳۱۴۶ به‌عنوان یکی از آثار ملی ایران به ثبت رسیده است.